# باغ سرهنغ طاهري (أبرشيوة)
باغ سرهنغ طاهري (بالفارسية: باغ سرهنگ طاهری) هي مستوطنة تقع في إيران في قسم أبرشيوة الريفي. يقدر عدد سكانها بـ 20 نسمة بحسب إحصاء 2016.